# Cuilo
Cuilo è una municipalità dell'Angola appartenente alla provincia di Lunda Nord. Ha 28.280 abitanti (stima del 2006).
Il capoluogo è Cuilo.